# Helmut Bornefeld

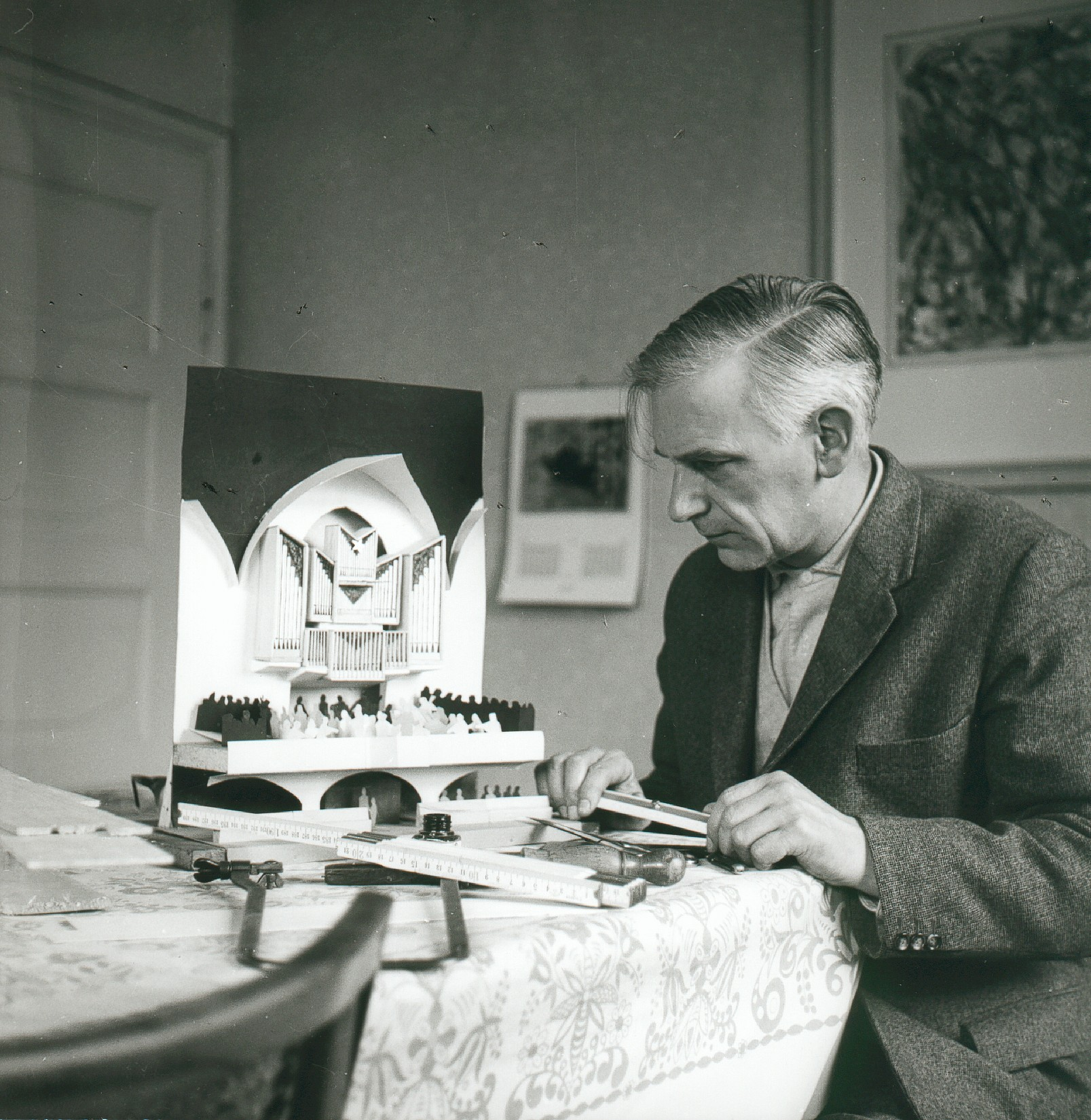
Helmut Bornefeld 1962 an einem Orgelmodell für die Martinskirche Kassel

Helmut Bornefeld (* 14. Dezember 1906 in Untertürkheim; † 11. Februar 1990 in Heidenheim an der Brenz) war ein deutscher evangelischer Kirchenmusiker, Komponist, Organist, Chorleiter, Orgelsachverständiger, Sachbuchautor und Grafiker.

## Leben

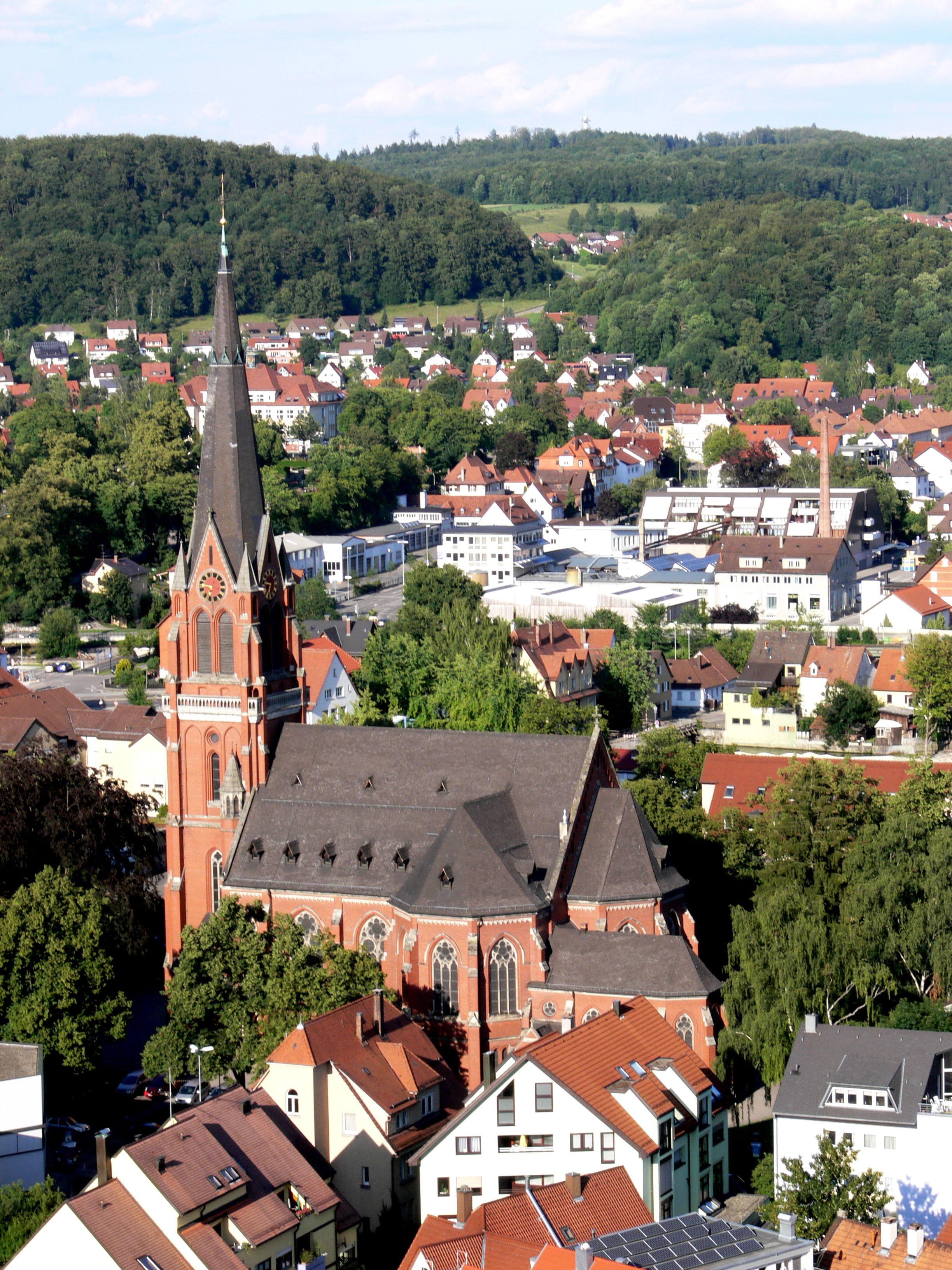
Bornefeld wirkte von 1937 bis 1971, mit Ausnahme einer sechsjährigen Kriegsunterbrechung, als Kantor und Organist an der Heidenheimer evangelischen Paulus- und Michaelskirche.

Helmut Bornefeld begann seine Berufsausbildung 1922 mit einer Lehre als Gärtner, welche er mit der Gesellenprüfung abschloss. 1924 bis 1928 studierte er Musik am Adler'schen Konservatorium in Stuttgart. 1928 wechselte er zum Studium an die Musikhochschule (heute: Staatliche Hochschule für Musik und Darstellende Kunst) in Stuttgart, wo er Komposition bei Ewald Sträßer, Klavier sowie Orgel bei Hermann Keller studierte. Weitere Lehrer waren Alfred Kreutz und Hermann Roth.
Von 1930 bis 1936 leitete Bornefeld den Esslinger Kammerchor. Neben Alter Musik führte er auch Werke der Neuen Musik von Kurt Weill, Paul Hindemith und anderen sowie eigene Kompositionen auf. Zugleich bemühte er sich, „den Stil seines Freundes und Vorbilds Hugo Distler an die Musik der zeitgenössischen Avantgarde heranzuführen“. Damit geriet er aber in einen Widerspruch zur Kulturpolitik des Nationalsozialismus im Dritten Reich. Sein Zyklus „Afrika singt“ für Singstimme und Klavier nach Worten schwarzer Dichter (1931) wurde als „Rassenschande“ diffamiert. So kam er bereits 1933 auf die KZ–Liste. Nur einer hochmögenden Intervention hatte er es zu danken, dass ihm dieses Schicksal erspart geblieben ist. Als Privatmusiklehrer sah Helmut Bornefeld dann keine Zukunftsperspektiven mehr. Sein musikalisches Wirken wurde ab 1935 von der nationalsozialistisch gleichgeschalteten Presse geächtet. Sowohl seine eigenen Kompositionen als auch die Pflege zeitgenössischer – „entarteter“ – Musik brachten ihn als einen „Kulturbolschewisten“ in Verruf.
1935 bis 1937 ergänzte er deshalb seine Ausbildung durch ein Studium der Kirchenmusik in Stuttgart, welches er mit dem A-Examen abschloss. Von 1937 bis 1971 wirkte er, mit Ausnahme einer sechsjährigen Kriegsunterbrechung von 1939 bis 1945, als Kantor und Organist an der evangelischen Pauluskirche sowie an der benachbarten Michaelskirche in Heidenheim an der Brenz. Die 1969 eingeweihte Orgel der Michaelskirche steht als eine von 30 „Bornefeld-Orgeln“ inzwischen unter Denkmalschutz. Sie wurde von der Giengener Orgelmanufaktur Gebr. Link aus Giengen an der Brenz fertiggestellt. Für Bornefeld typisch – und gut nachzuvollziehen an der Orgel der Michaelskirche – sind auch Obertonregister und Obertonmischungen bis hin zum über den Ton hinausgehenden Geräusch mit Hilfe von Septimen oder Nonen. Die dreimanualige Orgel mit ihren 38 Registern spiegelt geradezu exemplarisch die Klangwelt und Ideenwelt von Bornefeld wider.
1952 wurde Helmut Bornefeld in Heidenheim zum Kirchenmusikdirektor ernannt.
Von 1950 bis 1958 lehrte er als Dozent für Tonsatz und Kantoreipraxis an der Kirchenmusikschule Esslingen (inzwischen in Tübingen). Beim Bau einer Weigle-Orgel für die Neue Aula der Esslinger Kirchenmusikschule sah er seine „geistige Leistung“, die er für dieses Projekt erbracht hatte, ungenügend gewürdigt; dies war für Bornefeld zumindest ein Anlass, „seine Lehrtätigkeit an der KMS mit dem Ende des Jahres 1958 zu beenden.“
Helmut Bornefeld starb am 11. Februar 1990 in Heidenheim und wurde auf dem dortigen Waldfriedhof beigesetzt.
Nachfolger auf seiner Kirchenmusikerstelle in Heidenheim war Friedrich Fröschle.

## Heidenheimer Arbeitstage für Neue Kirchenmusik
Helmut Bornefeld organisierte zusammen mit Siegfried Reda von 1946 bis 1960 allsommerlich die Heidenheimer Arbeitstage für Neue Kirchenmusik. Im Zeichen des gesamtkulturellen Nachholbedarfs der Nachkriegszeit ab 1945 wurden diese Arbeitstage zu einer gegenwartsnahen Initiative, die Laien, Profis und Studenten gleichermaßen offen stand. Diese Tage verstanden sich als ein Träger geistigen Neubeginns, als Korrektiv der in den 1920er Jahren einsetzenden kirchenmusikalischen Erneuerungsbewegung und als ein Gegenentwurf zur Singbewegung. Die schier „unüberwindbare Kluft zwischen laienmäßiger Erreichbarkeit und den aufführungstechnischen Ansprüchen einer avancierten Neuen Musik“ führte aber zum Scheitern der hoffnungsvollen Unternehmung.

## Orgelpfleger und Orgelstiftung

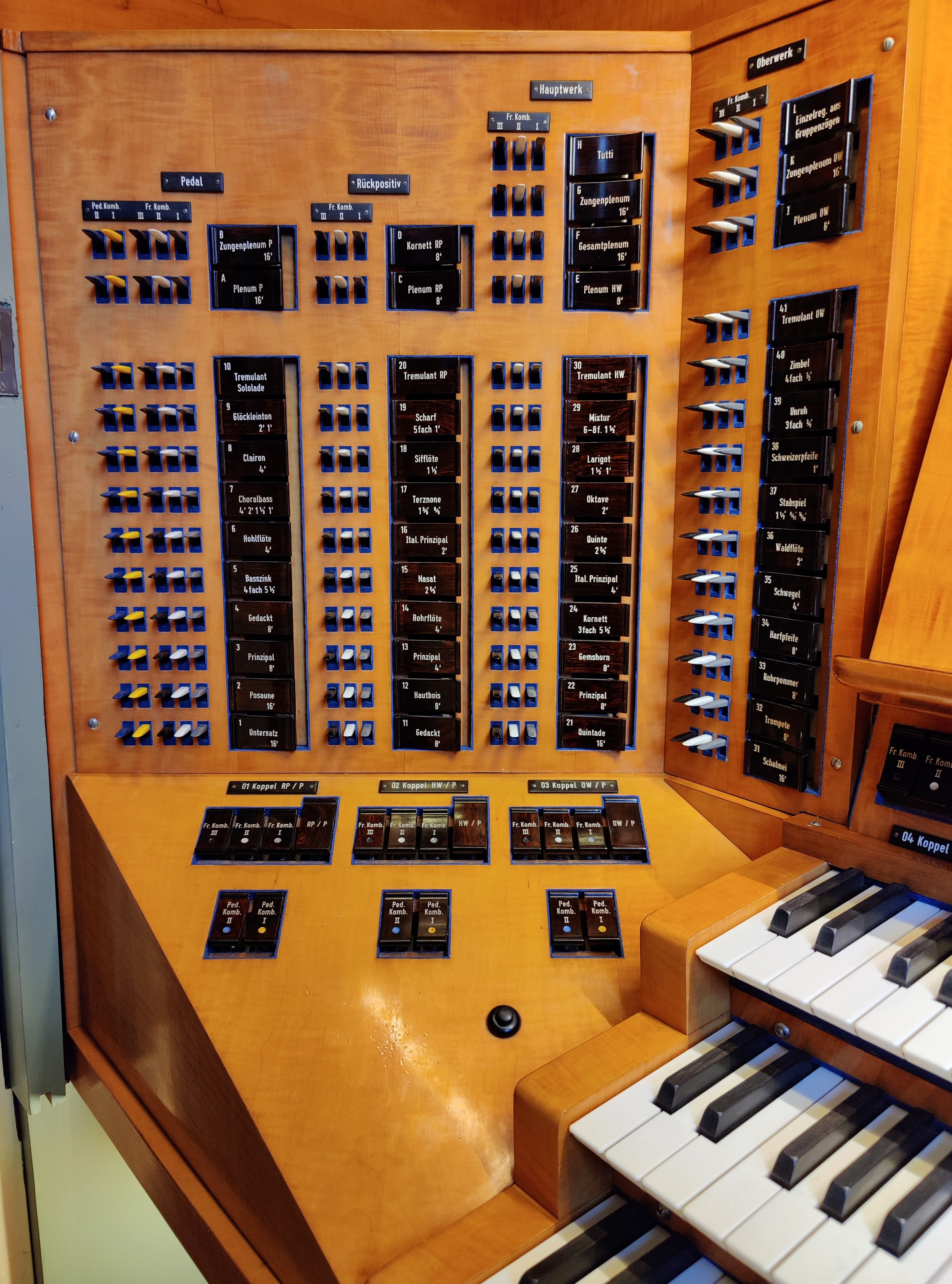
Blick auf den Orgelspieltisch der Evangelischen Michaelskirche in Heidenheim aus dem Jahr 1969: zu erkennen sind einige der für Bornefeld typischen Orgelregister wie Unruh 3f. ‘, Schweizerpfeife 1', Glöckleinton 2' + 1', Stabspiel ‘ + ‘ + ‘, Harfpfeife 8‘ und Basszink 4f. ‘

### Neu- und Umbauten von Orgeln
Von 1937 bis 1977 war Helmut Bornefeld zudem Orgelpfleger mit über hundert verwirklichten Neu- und Umbauten in Kirchen, vorwiegend in Süddeutschland und vielfach mit eigenen Prospektentwürfen. Dabei wurden unter seinem Einfluss zahlreiche, aus heutiger Sicht schützenswerte Orgeln, seinen Vorstellungen entsprechend, – zum Teil unwiderruflich – im Charakter verändert. Unter anderem durch das Absägen von Pfeifen bemühte er sich, den Klang von vornehmlich romantischen oder spätromantischen Orgeln aufzuhellen sowie die Dispositionen seinen ästhetischen Idealen entsprechend umzugestalten. Zeitbedingt standen ihm dafür nur vergleichsweise geringe finanzielle Mittel zur Verfügung. Wie die Umwandlung einer romantischen Orgel in eine Bornefeld-Orgel unmittelbar nach dem Zweiten Weltkrieg gelingen konnte, zeigt exemplarisch sein Umbauplan vom 24. April 1947, der an die Evangelische Stadtkirche nach Aalen ging. Neben vielen anderen Hinweisen an die ausführenden Orgelbauer ergeht die Anweisung:
- die „Roll- und Seitenbärte an den Pfeifen werden abgenommen“,
- „Kernstiche werden nach Möglichkeit ausgerieben“,
- „an die Stelle der Expressionsschlitze treten weit aufgerollte Stimmlappen“,
- der „Prinzipal 8' wird in diesem Sinn neu intoniert mit trocken-herber Ansprache“,
- das Trechterregal „soll von klirrender, penetranter Farbe sein“,
- die Anlage der Laden und das vorhandene Pfeifenmaterial soll „möglichst restlos einem neuen Klangbild dienbar“ gemacht werden.[10]

Das romantische Instrument aus dem Jahre 1886 der Werkstatt Gebrüder Link in Giengen war damit dem Wesen und Charakter nach gut sechzig Jahre nach seiner Entstehung entromantisiert und damit tiefgreifend verändert. Damit partizipierte Helmut Bornefeld an der Orgelbewegung, einer Strömung etwa in der Zeit von 1920 bis 1970/1980, die sich von den romantischen Klangidealen löste.

### Dispositionen und Orgelpfeifen
Helmut Bornefelds Konzeptionen vornehmlich kleiner und kleinster Dorforgeln mit oft geringen finanziellen Mitteln versuchte – auch durch Vermeidung von Dubletten – eine effektive Auswertung des Klangmaterials und eine übersichtliche Bedienbarkeit zu ermöglichen. Seine Dispositionen sind auf maximale Auswertung, Mehrfachfunktionalität und Mischmöglichkeit des Registerbestandes angelegt. Zum Teil entlegene Teiltöne stellen bei ihm den Übergang zum Zungenbereich dar. Bei kleineren Orgeln werden sie sogar als Zungenersatz disponiert.
In seinem 1952 herausgegebenen Essay Orgelbau und Neue Orgelmusik streicht er als fundamentale Wesenselemente der Orgel die Tonkanzelle, die mechanische Traktur und den Werkaufbau hervor.
Roland Eberlein ordnet Bornefeld deshalb auch der Orgelbewegung zu; denn als ein Vertreter der Orgelbewegung hat auch er „nie historische Orgelbaustile kopiert und wollte das auch nie tun. Es ging ... vielmehr darum, aus dem Orgelbau früherer Zeiten allgemeine ‚Gesetze‘ des Orgelbaus abzuleiten, die dann im Orgelbau der Gegenwart in neuer und womöglich besserer Weise umgesetzt werden sollten. Dieser Gedanke prägte Jahnn, Mahrenholz und Paul Smets ebenso wie noch Supper, Bornefeld und Rössler.“
Helmut Bornefeld gilt auch als Schöpfer neuer Gemischter Stimmen mit spezifischem Klangprofil. Dazu gehört unter anderem das Register Siebenquart 1 1⁄7‘ + 16⁄19‘ und das etwa um 1960 von ihm entwickelte Unruh, ein Register mit hochtönenden, dissonanten Aliquotreihen. Die Töne der C-Seite und der Cis-Seite bilden zwei unterschiedlich zusammengesetzte, unabhängig voneinander repetierende Zimbeln. Durch den halbtonweisen Wechsel der dissonanten Teiltöne ergibt sich beim Spiel eine „unruhige“, schillernde Wirkung.
Helmut Bornefeld verfasste zahlreiche, meist sozialkritische, Schriften und Aufsätze zu Fragen des Kulturbetriebs, der Kirchenmusik sowie des Orgelbaus. 
Allerdings lag Bornefeld sehr viel auch an der ganz praktischen Ausführung seiner Instrumente. Er legte größten Wert auf die Klangqualität der Register, weshalb er bei den Intonationsarbeiten in der Werkstatt und im Kirchenraum sehr oft zugegen war und mitwirkte.
Bornefeld galt als „ein wichtiger Orgelneudenker“.

### Heidenheimer Orgelstiftung 1985
Die 1985 gegründete Heidenheimer Orgelstiftung gilt als sein organologisches Vermächtnis. Sie soll besonders den vielen Dörfern abseits von musikalischen Zentren qualitätvolle und im Rahmen der örtlichen Möglichkeiten auch Neue Musik ermöglichen. Popularmusikalische und kommerziell orientierte Musik ist dabei ausdrücklich ausgeschlossen.

## Ehrungen

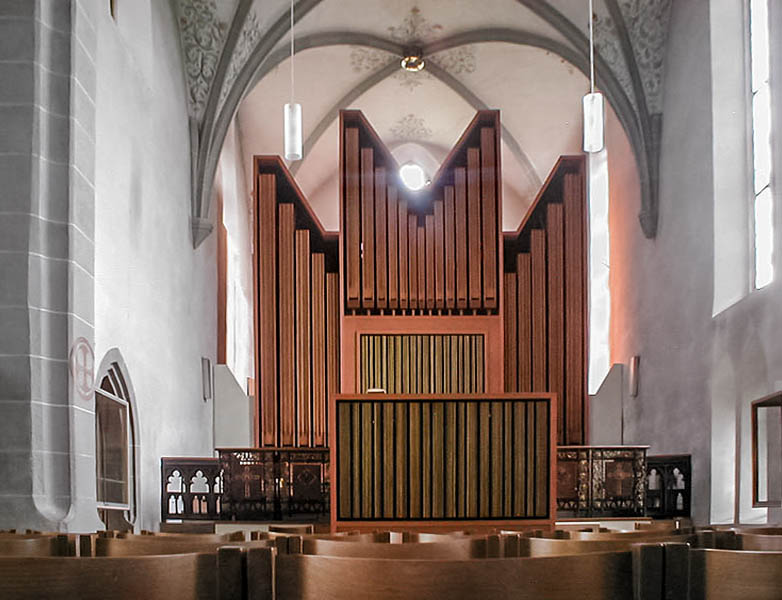
Ehemalige Orgel der Stadtkirche Murrhardt (bis 2017)

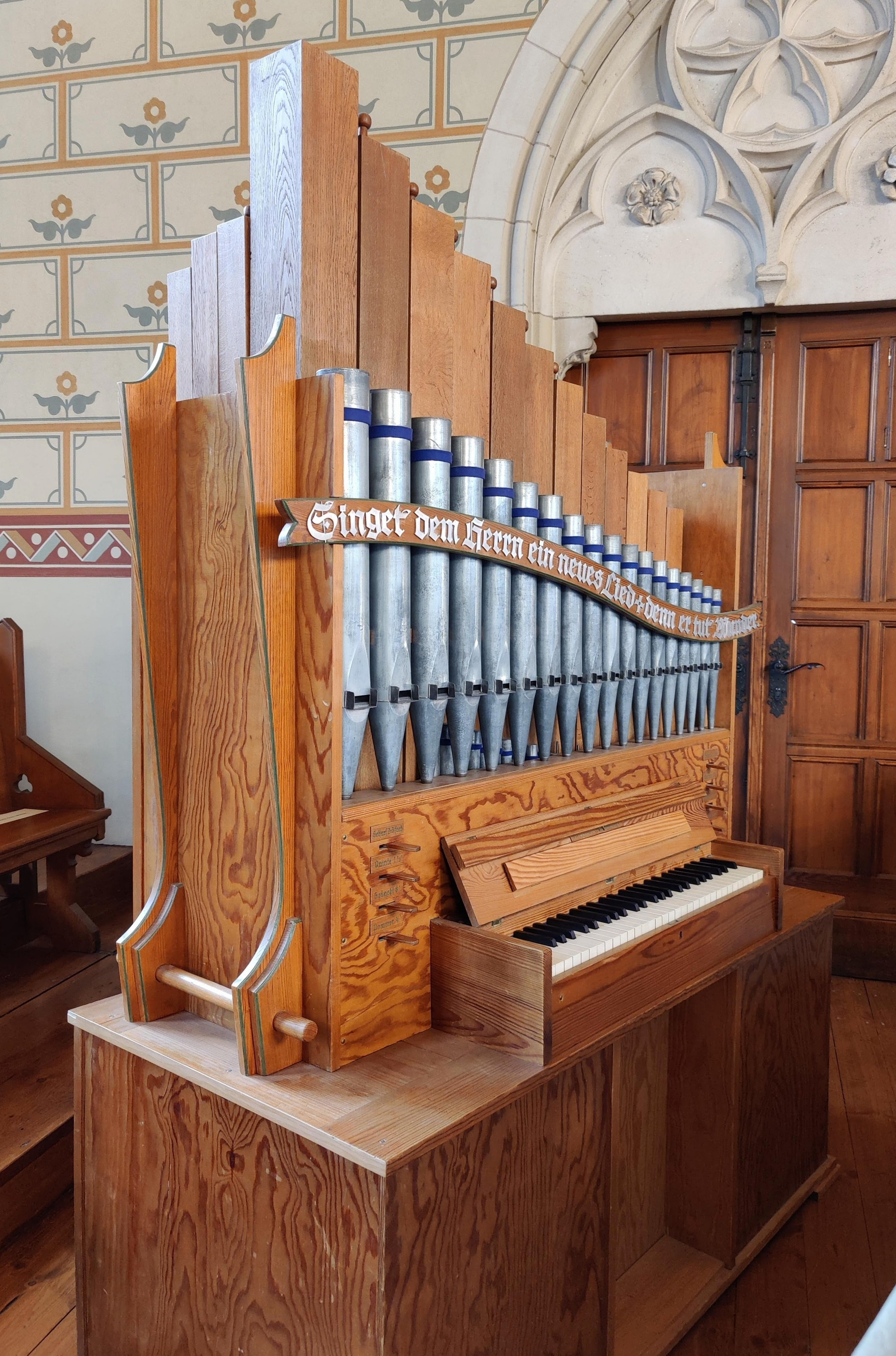
Positiv von 1938 in der Pauluskirche Heidenheim

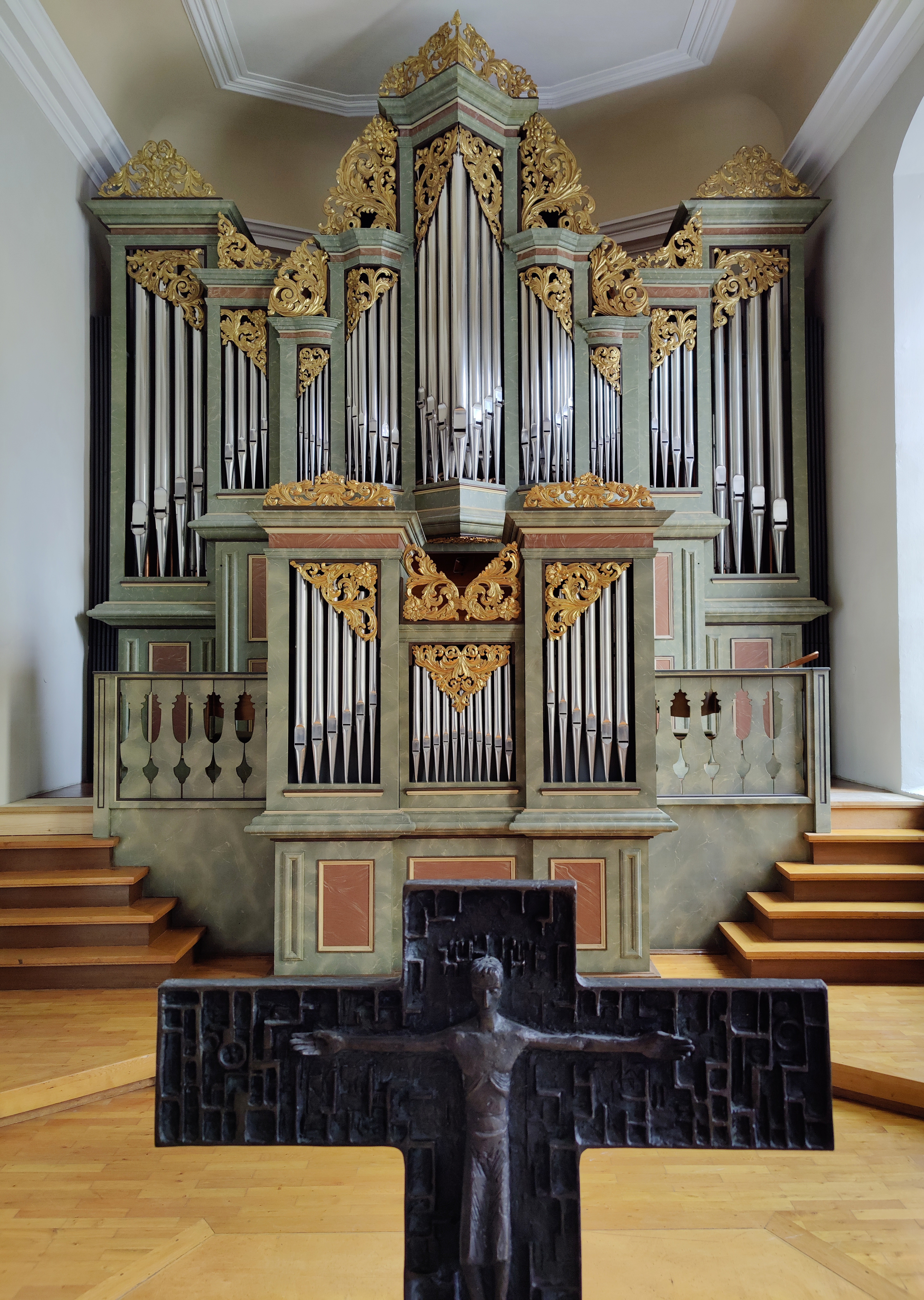
Dreimanualige Orgel der Michaelskirche Heidenheim

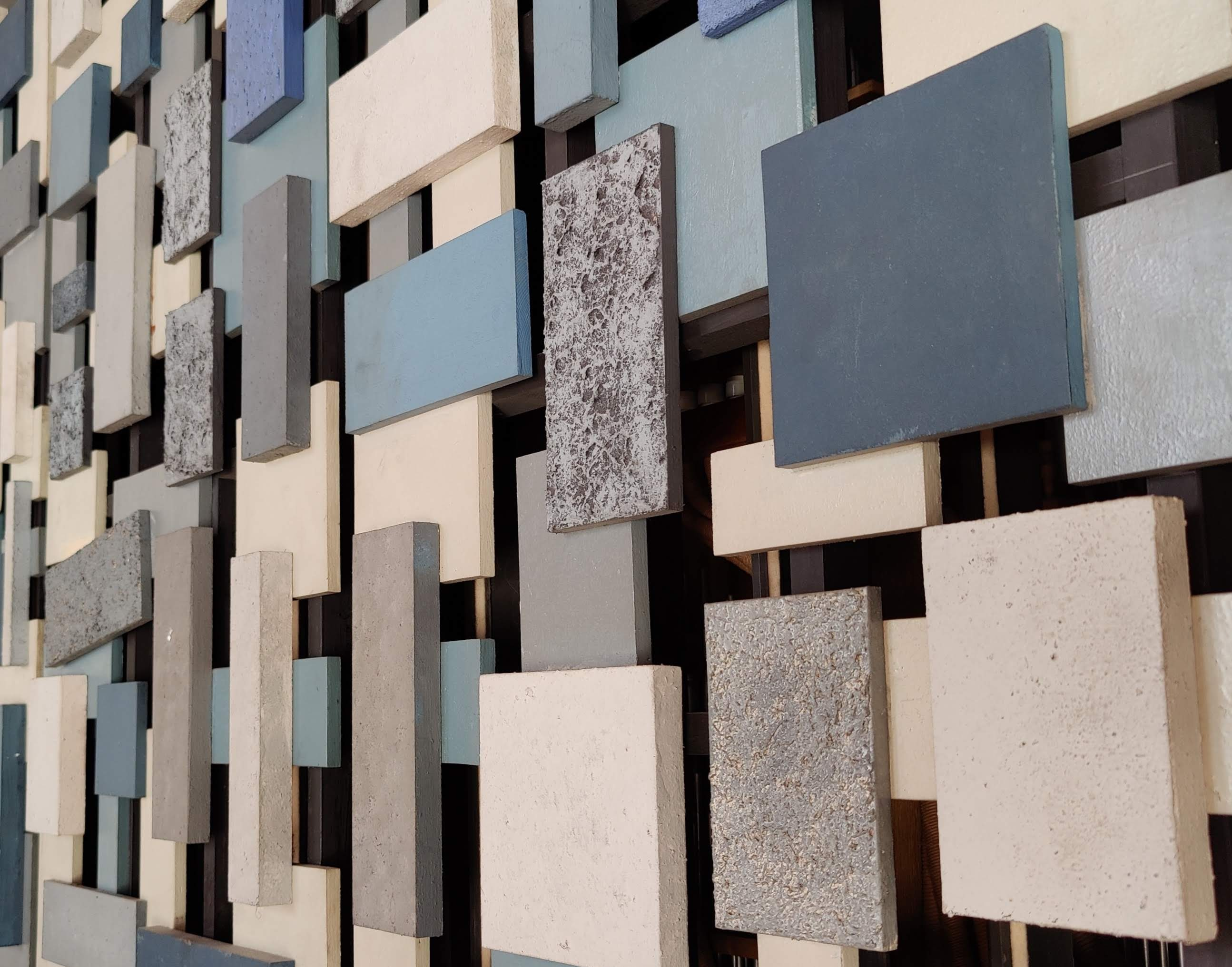
Detail Brustwerksgitter in Ulm-Wiblingen

Für seine Leistungen wurde Helmut Bornefeld 1972 mit dem Bundesverdienstkreuz ausgezeichnet. Am 5. Juni 1976 verlieh Ministerpräsident Hans Filbinger ihm die Ehrenprofessur des Landes Baden-Württemberg und damit den Professorentitel. Am 4. Dezember 1981 erhielt er die Bürgermedaille der Stadt Heidenheim. 1993 erfolgte die Umbenennung der dortigen Kirchenstraße in Helmut-Bornefeld-Straße.
Seit 2003 wird Bornefelds umfangreicher Nachlass wissenschaftlich erschlossen. Zwei Bände mit dem Titel „Der Komponist Helmut Bornefeld (1906-1990), Verzeichnis seines Nachlasses in der Württembergischen Landesbibliothek, Stuttgart“ sind ab 2006 im Augsburger Wißner-Verlag erschienen.

## Einordnung
Helmut Bornefeld war, neben Hugo Distler, Hans Grischkat, Kurt Hessenberg, Ernst Pepping, Kurt Thomas, Johann Nepomuk David und Karl Straube einer der Protagonisten der deutschen Erneuerungsbewegung in der Evangelischen Kirchenmusik in den 20er und 30er Jahren innerhalb des 20. Jahrhunderts. 
Helmut Bornefeld stellte „herkömmliche Choralmelodien in freitonale Zusammenhänge, in den 1950er Jahren griff er zusammen mit Reda Anregungen der Zwölftontechnik auf. Linearität, die wenig Rücksicht nimmt auf vertikalen Zusammenklang, erzeugt zusammen mit den ungewohnten Klangfarben neuer Aliquotregister gewisse Verfremdungseffekte, mit denen auch die Gottesdienstgemeinde zu konfrontieren sich Bornefeld nicht scheute.“
Letztlich gilt aber auch, was Peter Thalheimer in seinem Nekrolog über Helmut Bornefeld 1990 festhielt: „Seine Position war immer eigenständig, nonkonformistisch, sein musikalisches Werk widersetzt sich allen stilistischen Einordnungsversuchen. Eine breite Popularität, wie sie Klassiker und Avantgardisten erreichen können, blieb ihm folglich versagt.“

## Orgelprospekte und Orgeldispositionen (Auswahl)
Als Orgelpfleger entwarf Helmut Bornefeld zahlreiche Instrumente im Blick auf Prospekt, Disposition und Mensuration. Von seinen musikästhetischen Anliegen zeugen noch heute manche Instrumente, von denen im Bereich der Evangelischen Landeskirche in Württemberg eine Auswahl von dreißig unter Denkmalschutz gestellt wurden.
Eine Auswahl von Instrumenten:
- Evangelische Michaelskirche in Heidenheim an der Brenz[25][26]
- Evangelische Stadtkirche in Schorndorf (Haupt- und Chororgel)[27]
- Evangelische Galluskirche in Brenz an der Brenz[28]
- Evangelische Kirche in Schrozberg, gebaut von Gebrüder Link, Giengen[29]
- Evangelische Kirche in Wachbach bei Bad Mergentheim[30]
- Evangelische Versöhnungskirche in Ulm-Wiblingen[31]
- Evangelische Versöhnungskirche in Oberkochen, gebaut von Gebrüder Link[32]
- Kultur- und Kongresszentrum Liederhalle Stuttgart[33]
- Evangelische Markuskirche Offenbach am Main[34]
- Maria-Barbara-Katharina-Kirche Schornbach[35]

Klaus Könner stellt allerdings im 21. Jahrhundert fest, dass auch im Blick auf „Bornefeld-Orgeln“ ein gewisser Veränderungsdruck lastet:
„Hatten wir noch vor 30 Jahren den extrem oberton- und aliquotreichen Orgeltyp der späten Orgelbewegung vor uns, so ist das gegenwärtige Ideal eine der Frühromantik angenäherte Klangästhetik mit einem reichen Grundstimmenfundus und romantischen Klangfarben, wie sie wenige Jahre zuvor noch völlig verpönt waren. Dies hat zur Folge, dass die orgelbewegten Instrumente der 60er- und 70er-Jahre, wie zum Beispiel auch die avantgardistischen Konzepte eines Helmut Bornefeld, heute bereits wieder einem massiven Veränderungsdruck ausgesetzt sind.“
Sichtbar wird dieser Veränderungsdruck etwa durch den Abbau oder durch Umsetzungen von Bornefeldorgeln. Beispiele dafür sind:
- die Bornefeld-Rensch-Orgel (1964–2021) in der Augustinuskirche in Schwäbisch Gmünd wurde 2023 ersetzt durch ein neues Instrument der Werkstätte Hermann Eule Orgelbau aus Bautzen
- die Chororgel (1960–2019) im Ulmer Münster wurde durch eine Kuhn-Orgel ersetzt.[37] Die Qualität des Orgelwerks ließ Zweifel am vollständigen Gelingen einer Instandsetzung aufkommen. Gleichzeitig wären die Revisionsarbeiten aus Sicht verschiedener Orgelbau-Unternehmen aufgrund der Schwalbennestposition, welche den Zugang zur Orgel erschwert, sehr aufwändig geworden.[38] Käuferin der Bornefeld-Orgel war eine Kirchengemeinde in Biłgoraj (Polen).
- die Bornefeld-Orgel in der Kirche St. Elisabeth in Kassel, gebaut von Werner Bosch, Niestetal, war ursprünglich für die evangelische Martinskirche Kassel erstellt worden; sie wurde 2014/15 in die katholische Elisabethkirche umgesetzt[39]
- 2023 wurde die von Helmut Bornefeld konzipierte Weigle-Orgel der evangelischen Johanneskirche in Wendlingen am Neckar wegen Aufgabe der Kirche nach Jordanien an die Theodor-Schneller-Schule umgesetzt[40]
- die Bornefeld-Walcker-Orgel in der Evangelischen Stadtkirche in Murrhardt wurde 2019 durch ein neues Instrument der Werkstätte für Orgelbau Mühleisen, Leonberg, ersetzt[41]
- der Charakter der Bornefeldorgel in Schnaitheim wurde 2011 und 2019 durch Eingriffe und Registertausch verändert[42]

## Internationaler Orgelwettbewerb Helmut Bornefeld
Vom 2. bis 5. November 2006 fand an der dreimanualigen Bornefeld-Orgel der Michaelskirche Heidenheim ein Internationaler Orgelwettbewerb Helmut Bornefeld statt, der sich an junge Künstler (Jahrgang 1971 und jünger) richtete. Die Jury bestand aus Professoren und Kirchenmusikdirektoren (Prof. Jens E. Christensen, Martin Sander, Dörte Maria Packeiser, Bernhard Haas und dem Vorsitzenden Christoph Bossert).

## Werke (Auswahl)
Helmut Bornefelds umfangreiches Œuvre hat seinen Schwerpunkt in choralgebundener Kirchenmusik für Chor, Orgel und weiteren Besetzungen. Sie umfasst aber auch Klavier- und sonstige Instrumentalmusik sowie zahlreiche weltliche Chorwerke. Auch zahlreiche Bearbeitungen nach Werken u. a. von Johann Sebastian Bach und Wolfgang Amadeus Mozart über Max Reger und Claude Debussy bis Paul Hindemith gehören dazu.

### Orgel-, Chor- und Kammermusik
- 1930–1960: das Choralwerk mit zahlreichen Kantorei- und Begleitsätzen, Orgelchoralsätzen, Choralvorspielen, Motetten, Kantaten, Partiten und Sonaten
- Bearbeitungen weltlicher Volkslieder
- geistliche und weltliche Kanons
- Musik für Sologesang oder/und Soloinstrumente mit Orgel
- Lieder am Klavier zu singen nach Gedichten von Ottilie Häußermann. Bärenreiter-Verlag 1949, BA 2147
- Werke für Orgel solo
- Kammermusik
- zahlreiche Einrichtungen der Werke anderer Komponisten unterschiedlicher Epochen für verschiedene Besetzungen

### Gesangbuchlieder
Im Evangelischen Gesangbuch sind Kanons von Helmut Bornefeld enthalten:
- EG 173 Der Herr behüte deinen Ausgang und Eingang aus dem Jahr 1947 (Stammteil)
- EG 633 Trachtet nach dem, was droben ist aus dem Jahr 1947 (Regionalteil Bayern)
- EG 683 Jesus Christus gestern und heute aus dem Jahr 1947 (Regionalteil Württemberg).

## Klangbeispiele auf YouTube
- Auszüge aus „Die Tanzlaube“ (1984) – Peter Thalheimer, Blockflöte; Eva Praetorius, Querflöte; Markus Rupprecht, Cembalo (mit Erläuterungen)
- Drei kleine Stücke (1958) – Nik Tarasov, Altblockflöte
- aus: „Inventionen – 30 kleine Orgelstücke“ (1980): Fughetta II – Martin Hruschka, Orgel / Kleiner Reigen – Menuett – Matthias Wamser, Orgel (jew. live)
- Fabian Wöhrle spielt drei Choralvorspiele auf der Link-/Bornefeld-Orgel der Nikolauskirche Gerstetten
- Thorsten Pirkl spielt Vater unser im Himmelreich (Peter-Orgel Kirche Elm)
- Fanie Antonelou (Sopran), Sybille Hermann (Querflöte) und Fabian Wöhrle (Orgel) musizieren die Choralkantate Der Herr ist mein getreuer Hirt (Stadtkirche Ludwigsburg; live)
- Hannelore Hinderer spielt das Ricercar a 6 aus J. S. Bachs Musikalischem Opfer BWV 1079 (Link-Chororgel der Stadtkirche Schorndorf)
- Jieun Song (Orgel) und Hannes Bock (Marimba) spielen Bebuka BoWV 122 (Seifert-Orgel St. Matthias Berlin-Schöneberg; live)
- Playlist Helmut Bornefeld von Ralf Christian Stierlen